# Manar Maged
Manar Maged (30 maart 2004 – 26 maart 2006) was een Egyptisch meisje dat met twee hoofden is geboren. Ze leed aan craniopagus parasiticus, een syndroom waarbij de beide hoofden aan elkaar vastzaten en waarbij de Siamese tweeling zich slechts voor de helft ontwikkelt. 

## Levensloop
Manars wederhelft genaamd Islaam kon lachen en huilen, maar ontwikkelde geen eigen lichaam, inclusief longen en een hart en was daarom geheel afhankelijk van Manar. In februari 2005 begon Manars hart complicaties te vertonen en werd het steeds urgenter om Manar en Islaam van elkaar te scheiden. Dit resulteerde op 19 februari in een 13-uur durende operatie in Benha. De operatie was succesvol en op 28 mei was ze dusdanig hersteld dat ze huiswaarts mocht keren. Islaam overleed op de operatietafel en werd later door haar ouders begraven.
Later in 2005 verscheen Manar samen met haar moeder in het programma van Oprah Winfrey en werd daarin vergezeld door het medisch team dat de operatie had uitgevoerd. Het verhaal van Manar is daarna in een documentaire verschenen op de Amerikaanse televisie op 2 oktober 2005 en op de Britse televisie op 20 februari 2006.
Ruim een maand na die uitzending op de Britse televisie overleed Manar aan de gevolgen van hersenletsel veroorzaakt door een infectie, 13 maanden na haar succesvolle operatie en slechts vier dagen voor haar tweede verjaardag.
In december 2003 onderging Rebeca Martínez, een ander meisje met een soortgelijk syndroom eveneens een operatie om zich van haar tweelingzus te scheiden. Rebeca overleed echter kort na de operatie vanwege bloedverlies. De Egyptische doktoren bestudeerden uitvoerig het gebeuren rondom Rebeca alvorens Manar daadwerkelijk te opereren.